# Ла Зарра
Фатіма Захра Хафді (фр. Fatima Zahra Hafdi; нар. 25 серпня 1988, Монреаль, Квебек, Канада) також відома як Ла Зарра (фр. La Zarra) — канадська співачка та авторка пісень, яка проживає у Франції. Представила Францію на пісенному конкурсі Євробачення 2023 у Ліверпулі, Велика Британія, з піснею «Évidemment» і посіла 16 місце, набравши 104 бали.

## Біографія
Хафді народилася у родині франкомовних канадців марокканського походження в Монреалі, що у канадській провінції Квебек. У дитинстві вона жила між Монреалем і Лонгуеєм, де врешті-решт оселилася її родина. Відомою стала у 2016 році, коли випустила свій дебютний сингл «Printemps blanc» у співпраці з французьким репером Ніро.
Ще більш відомою вона у 2021 році після випуску сингла «Tu t'en iras», який регулярно транслювався на радіо та телебаченні. Сингл отримав платиновий сертифікат Французької національної профспілки виробників фонограм (SNEP). Того ж року співачка була номінована на NRJ Music Awards, провідну французьку музичну нагороду, як франкомовне відкриття року, частково сприяючи успіху її дебютного альбому Traîtrise.
12 січня 2023 року France Télévisions обрала її представляти Францію на пісенному конкурсі Євробачення 2023, таким чином вона стала другою канадською співачкою, яка представляла країну після Наташі Сен-П'єр у 2001 році.

## Дискографія

### Студійні альбоми
| Назва     | Деталі                                                              | Найвища позиція чарту | Найвища позиція чарту |
| Назва     | Деталі                                                              | FRA                   |                       |
| --------- | ------------------------------------------------------------------- | --------------------- | --------------------- |
| Traîtrise | - Вийшов: 3 грудня 2021 - Лейбл: Polydor Records, Indifference Prod | 82                    |                       |

### Сингли

#### Як головний артист
| Назва                     | Рік  | Найвища позиція чарту | Сертифікація    | Альбом                |
| Назва                     | Рік  | FRA                   | Сертифікація    | Альбом                |
| ------------------------- | ---- | --------------------- | --------------- | --------------------- |
| «À l'ammoniaque/Mon dieu» | 2020 | —                     |                 | Не входить до альбому |
| «Printemps blanc»         | 2021 | —                     |                 | Не входить до альбому |
| «Tirer un trait»          | 2021 | —                     |                 | Не входить до альбому |
| «Tu t'en iras»            | 2021 | 75                    | - FRA: Платинум | Traîtrise             |
| «TFTF»                    | 2021 | —                     |                 | Traîtrise             |
| «Santa Baby»              | 2021 | —                     |                 | Не входить до альбому |
| «Sans moi»                | 2022 | —                     |                 | Не входить до альбому |
| «Évidemment»              | 2023 | —                     |                 | Не входить до альбому |

#### Як запрошений артист
| Назва                                               | Рік  |
| --------------------------------------------------- | ---- |
| «Printemps blanc» (Niro feat. La Zarra)             | 2016 |
| «Les amants de la colline» (Slimane feat. La Zarra) | 2022 |

## Нагороди та номінації
| Рік  | Премія                | Номіновано | Номінація                 | Результат | Прим.  |
| ---- | --------------------- | ---------- | ------------------------- | --------- | ------ |
| 2021 | 23rd NRJ Music Awards | Ла Зарра   | Франкофонна артистка року | Номінація | [ 10 ] |
| 2022 | 44th Félix Awards     | Ла Зарра   | Відкриття року            | Номінація | [ 11 ] |
| 2022 | 33rd SOCAN Awards     | Ла Зарра   | Відкриття року            | Перемога  | [ 12 ] |